# دنیل پرز (بازیکن فوتبال، زاده ۱۹۷۵)
دنیل پرز (انگلیسی: Daniel Pérez؛ زادهٔ ۱۹ اوت ۱۹۷۵) بازیکن فوتبال اهل آرژانتین است.
از باشگاه‌هایی که در آن بازی کرده‌است می‌توان به باشگاه فوتبال اونیورسیداد شیلی اشاره کرد.
وی همچنین در تیم ملی فوتبال شیلی بازی کرده‌است.